# Asioreas nivia
Asioreas nivia är en tvåvingeart som först beskrevs av Brodskij 1936.  Asioreas nivia ingår i släktet Asioreas och familjen Blephariceridae. Inga underarter finns listade i Catalogue of Life.